# Lummox
Pour plus de détails, voir Fiche technique et Distribution.
Lummox est un film américain pré-Code réalisé par Herbert Brenon et sorti en 1930.

## Synopsis
Berta Osberg, une servante suédoise sans instruction, a reçu le surnom désobligeant de Lummox, qui signifie une personne lente ou stupide. La plupart des gens qu'elle a rencontrés l'ont critiquée, mais Rollo Farley, le fils de son employeur, s'est senti inspiré par elle et a écrit un poème à son sujet.
Rollo séduit Berta, et lorsqu'elle découvre qu'elle est enceinte, elle quitte son emploi sans parler à personne de son état. Son enfant a été confié à une famille riche et elle a parfois eu de ses nouvelles par l'un des serviteurs de la famille. On lui a dit que le garçon jouait du piano et que ses parents adoptifs l'envoyaient en Europe pour étudier la musique. Il a été inspiré pour devenir musicien par un concertina que Bertha a envoyé anonymement à son fils.

## Fiche technique
- Réalisation : Herbert Brenon
- Assistant réalisateur : Ray Lissner
- Scénario : Elizabeth Meehan, Fannie Hurst (dialogues) d'après son roman de 1923[1]
- Producteur : Joseph M. Schenck
- Photographie : Karl Struss
- Montage : Marie Halvey
- Musique : Jack Danielson, Hugo Riesenfeld
- Genre : Mélodrame[2]
- Production :Feature Productions
- Distributeur : United Artists
- Durée : 88 minutes
- Date de sortie :
  - États-Unis : 1er janvier 1930

## Distribution
- Winifred Westover : Bertha Oberg
- Dorothy Janis : Chita
- Lydia Yeamans Titus : Annie Wennerberg
- Ida Darling : Mrs. Farley
- Ben Lyon : Rollo Farley
- Myrta Bonillas : Veronica Neidringhous
- Cosmo Kyrle Bellew : John Bixby
- Anita Bellew : Mrs. John Bixby
- Robert Ullman : Paul Bixby
- Clara Langsner : Mrs. Wallenstein Sr.
- William Collier Jr. : Wally Wallenstein
- Edna Murphy : May Wallenstein
- Torben Meyer : Silly Willie
- Fannie Bourke : Mrs. McMurtry
- Myrtle Stedman : Mrs. Ossetrich
- Danny O'Shea : Barney
- William Bakewell : Paul Charvet
- Sidney Franklin : Mr. Meyerbogen
- Dickie Moore : Bit
- Billy Seay : Petey